# Допоміжна поліція Третього Рейху

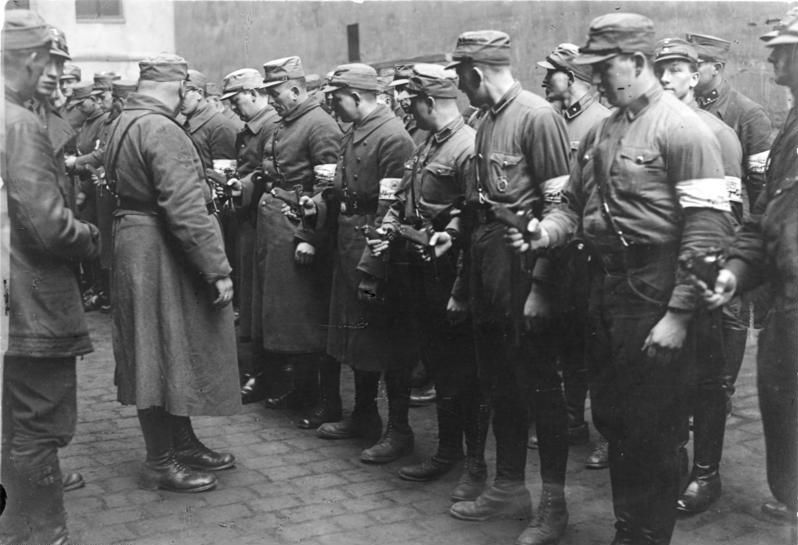
Штурмовий загін як HiPo під час інструктажу (березень 1933 року, Берлін)

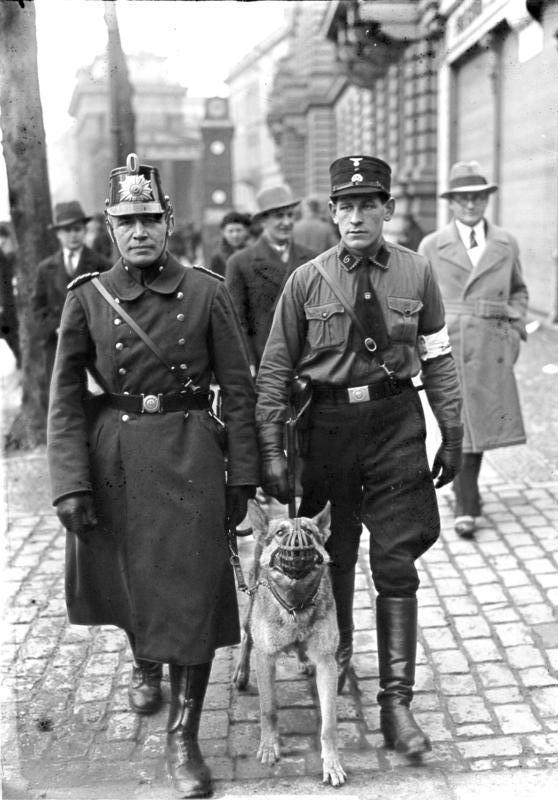
Вуличний патруль в Берліні, березень 1933 року (зліва кадровий поліцай, справа допоміжний поліцай)

Допоміжна поліція (нім. Hilfspolizei, скорочено Hipo) — парамілітарна організація в Третьому Рейху, існувала з лютого по середину серпня 1933 року в Пруссії та в інших землях Третього Рейху. Включала в себе членів СС, штурмових загонів та унії «Стальний шолом». Допоміжна поліція відіграла значну роль у захопленні влади НСДАП в Німеччині та центральну роль у терористичній ліквідації політичних опонентів, які були арештовані і депортовані. Після розформування значна частина «допоміжних поліцаїв» стала служити в охороні концтаборів.

## На окупованих землях (1939—1945)
Допоміжна поліція також існувала в окупованих Третім Рейхом країнах в роки Другої світової війни (1939—1945). Як правило, допоміжна поліція формувалася з військовополонених (насамперед у великих містах) і місцевого населення. Подібні поліцейські організації існували в усіх окупованих країнах. Відрізнялися значною різноманітністю форм організації (поліцаї, шуцмани, самозахист, синя поліція та ін.)
Однак, всі ці органи допоміжної поліції не були самостійними і підпорядковувались німецьким поліцейським управлінням на окупованих територіях. Місцеві адміністрації (міські та сільські управи) займалися лише чисто адміністративною підтримкою діяльності поліцаїв — формуванням, виплатою платні, доведенням до їх відома розпоряджень німецької влади тощо Термін «допоміжна» підкреслював несамостійність поліції по відношенню до німців. Не було навіть одностайної назви — крім Hilfspolizei, використовувалися й такі, як «місцева міліція» (нім. Ortsmilitz), «охоронна поліція» («шупо», нім. Schutzpolizei), «Служба порядку» (нім. Ordnungsdienst), «громадянське ополчення» (нім. Bürgerwehr), «місцеве ополчення» (нім. Heimwehr), «самозахист» (нім. Selbstschutz). Крім цього, допомогу в боротьбі з партизанами чинили, «з'єднання по боротьбі з бандами» (нім. Bandenkampfverbände). Вони являли собою групи змішаного складу з військовослужбовців вермахту, СС, поліцейських та інших «східних помічників», «Гіві» (нім. Ost-Hilfswilligen (Hiwis)). Повноваження щодо формування зазначених груп були надані керівникові «з'єднань по боротьбі з бандами», яким був глава СС і поліції групи армій Центр, групенфюрер СС Еріх фон Бах-Целевскі. На кінець 1942 року чисельність Bandenkampfverbände становила 14 953 німців і 238 105 «східних помічників».
Спочатку особлива форма одягу для членів допоміжної поліції не була передбачена. Як правило, співробітники допоміжної поліції носили білі пов'язки з написом «Polizei» («Поліція») / або взагалі без такої /. В усьому іншому їх форма одягу була довільною (наприклад, вони могли носити радянську військову форму зі знятими знаками відмінності). Проте, у ряді випадків поліцаї носили особливі знаки розрізнення; так, у Польщі поліцаїв прозвали «темно-синіми» (пол. granatowa policja) за колір мундирів ; в Литві капрали поліції носили темно-сині головні убори з жовтим кантом; в Україні поліцаї нерідко носили жовто-блакитні стрічки і/або тризубці на головних уборах, проте вже в 1942 р. їх носіння було заборонено.
З кінця 1941 р. для місцевої поліції в Україні запроваджено чорні однострої (перешиті з колишніх чорних одностроїв СС, які у 1941 р. в Німеччині були вилучені та замінені на сірі) з зеленими комірами та обшлагами. Для батальйонів Шуцманшафт запроваджено німецьку військову форму з особливими знаками розрізнення і званнями не вище гауптмана.
Зі спогадів Андрія Кордана, котрий, до переходу навесні 1944 року в сотню «Залізняка» УПА. з осені 1941 року служив в Українській допоміжній поліції:

| Ми отримали поліційну уніформу: шапки-мазепинки з тризубами, військові блузи, штани, перефарбовані большевицькі плащі-шинелі, військові пояси і чоботи, а, крім того, змінили назву з «Помічна поліція» на «Українська поліція». |